# تهدئة ملطفة

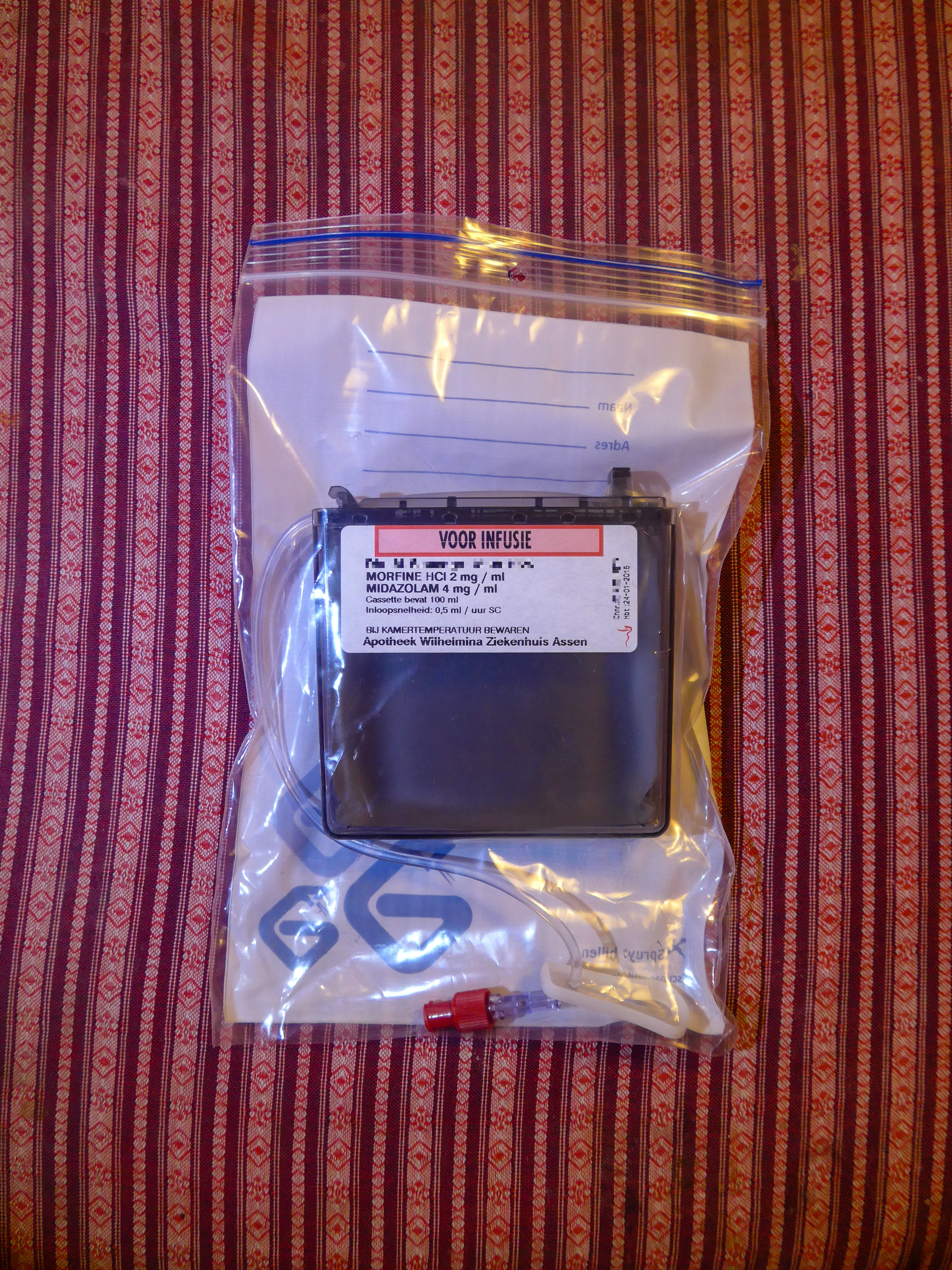
خزان مضخة التسريب يحتوي على الميدازولام والمورفين،

في الطب، وتحديدًا في رعاية نهاية الحياة، التهدئة الملطفة (المعروفة أيضًا باسم التهدئة العضالية أو التهدئة العميقة المستمرة أو تهدئة الحالات المستعصية للمرضى المحتضرين) هي ممارسة ملطفة للتخفيف من الضيق لدى شخص يحتضر ومصاب بمرض عضال في آخر ساعات أو أيام حياته، عادةً عن طريق الحقن المستمر في الوريد أو تحت الجلد لدواء مهدئ، أو عن طريق قسطر متخصص مصمم لتوفير الراحة والسرية لإعطاء الأدوية بشكل مستمر عبر المستقيم.
اعتبارًا من عام 2013، لم يتمكن نحو عشرات الملايين من الأشخاص سنويًا من الحصول على الراحة من المعاناة الجسدية أو النفسية أو الروحية في وقت وفاتهم. بالنظر إلى مقدار الألم غير المحتمل الذي يجب أن يواجهه الشخص، توفر التهدئة الملطفة حلًا أكثر أمانًا وأخلاقيةً لهؤلاء الأشخاص.
التهدئة الملطفة هي الملاذ الأخير للمرضى الذين لا يمكن السيطرة على أعراضهم بأي وسيلة أخرى. لا تعد شكلًا من أشكال الموت الرحيم أو الانتحار بمساعدة الطبيب، إذ يكون هدف التهدئة الملطفة هو السيطرة على الأعراض، بدلًا من تقصير أو إنهاء حياة الشخص.
تعد التهدئة الملطفة قانونية في كل مكان واستخدمت منذ أن بدأت حركة مستشفى الحالات النهائية في ستينيات القرن العشرين. كانت ممارسة التهدئة الملطفة موضع نقاش وجدل إذ اعتبرها كثيرون شكلًا من أشكال الموت الرحيم البطيء أو القتل الرحيم، المرتبط بالعديد من المسائل الأخلاقية. تحدث مناقشة هذه الممارسة في الأدبيات الطبية، لكن لا يوجد إجماع بسبب التعاريف والمبادئ التوجيهية غير الواضحة، مع وجود العديد من الاختلافات في الممارسة في جميع أنحاء العالم.

## تعريف
التهدئة الملطفة هي استخدام الأدوية المهدئة لتخفيف الأعراض المستعصية عندما تفشل جميع التدخلات الأخرى. استخدمت عبارة «التهدئة العضالية» في البداية لوصف ممارسة التهدئة في نهاية الحياة، ولكنا تغيرت بسبب الغموض التي تشير إليه كلمة «عضالية». ثم استبدلت بمصطلح «التهدئة الملطفة» للتأكيد على الرعاية التلطيفية.
يشير مصطلح «الأعراض المستعصية» إلى الأعراض التي يستحيل السيطرة عليها رغم استخدام وسائل علاج واسعة النطاق، والتي لها تأثير لا يحتمل على المريض في المراحل الأخيرة من الحياة. قد تكون الأعراض جسدية أو نفسية أو كليهما. قد تكون درجة الوعي المحققة خفيفة أو متوسطة أو عميقة، ويمكن إعطاء الأدوية بشكل متقطع أو مستمر.

## ممارسة عامة

### الرعاية التلطيفية
تهدف الرعاية التلطيفية إلى تخفيف المعاناة وتحسين نوعية حياة المرضى، وأسرهم، الذين يعانون من أمراض خطيرة و/أو تهدد الحياة في جميع مراحل المرض. يمكن إعطائها إما كعلاج إضافي للعلاج العلاجي الأساسي أو كعلاج وحيد للأشخاص الذين يتلقون رعاية في نهاية العمر. بشكل عام، تركز الرعاية التلطيفية على تخفيف الأعراض، بما في ذلك على سبيل المثال لا الحصر الألم، والأرق والتغيرات العقلية والإعياء وصعوبة التنفس واضطرابات الأكل. من أجل بدء الرعاية، يجب الإبلاغ عن المعلومات ذاتيًا لتوفير البيانات الأولية اللازمة لتقييم الأعراض بالإضافة إلى الفحوصات الجسدية والفحوص المخبرية الأخرى. رغم ذلك، في المراحل المتقدمة من المرض عندما يعاني المرضى من الإرهاق الجسدي أو الارتباك العقلي أو الهذيان الذي يمنعهم من التعاون الكامل مع فريق الرعاية، يمكن استخدام تقييم شامل للسيطرة على الأعراض وشدتها.
هناك العديد من التدخلات التي يمكن استخدامها لإدارة الحالات اعتمادًا على تواتر الأعراض وشدتها، بما في ذلك استخدام الأدوية (أي المواد الأفيونية في الألم الناتج عن السرطان)، والعلاج الطبيعي/التعديلي (مثل الحفاظ على صحة الفم لعلاج جفاف الحلق)، أو معاكسة الأسباب المؤهبة (مثل علاج التجفاف أو الإمساك بتعديل النظام الغذائي).

### التهدئة الملطفة
غالبًا ما تكون التهدئة الملطفة هي الملاذ الأخير إذا كان الشخص مقاومًا للعلاجات التدبيرية الأخرى أو إذا فشلت العلاجات في توفير الراحة الكافية من أعراضه المستعصية، كالألم والهذيان وضيق التنفس والاضطرابات النفسية الشديدة.
فيما يتعلق ببدء التهدئة الملطفة، يجب أن يكون قرارًا سريريًا مشتركًا ويفضل أن يكون بين المريض الذي يتلقى العلاج وفريق الرعاية. إذا شكلت التغيرات العقلية الشديدة أو الهذيان مصدر قلق حول اتخاذ قرار مناسب، يمكن الحصول على الموافقة في المرحلة المبكرة من المرض أو عند الدخول إلى مستشفى الحالات النهائية. لا يمكن لأفراد الأسرة المشاركة في عملية صنع القرار إلا إذا طُلب منهم ذلك من قبل الشخص الخاضع للرعاية.
يمكن استخدام التهدئة الملطفة لفترات قصيرة مع التخطيط لإيقاظ المريض بعد فترة زمنية معينة، ما يجعل مصطلح التهدئة العضالية أقل صحة. يتم تخدير الشخص أثناء محاولة التحكم في الأعراض، ثم يتم إيقاظه لمعرفة ما إذا كانت قد تمت السيطرة على الأعراض أم لا. في بعض الحالات القصوى (مثل المرضى الذين يكون متوسط العمر المتوقع لهم ساعات أو أيام على الأكثر)، تبدأ التهدئة الملطفة مع التخطيط لعدم محاولة إعادة إيقاظ المريض.

### التهدئة المستمرة مقابل التهدئة المتقطعة
يمكن إعطاء التهدئة الملطفة باستمرار، حتى وفاة الشخص، أو بشكل متقطع، بقصد التوقف عن التهدئة في وقت متفق عليه. رغم أن التهدئة المتقطعة ليست شائعة، إلا أنها تسمح لأفراد أسرة المريض بالتعامل تدريجيًا مع حزنهم مع تخفيف ضائقة المريض في الوقت نفسه. أثناء التهدئة المتقطعة، يظل الشخص قادرًا على التواصل مع أفراد أسرته. تنصح بعض السلطات باستخدام التهدئة المتقطعة قبل التسريب المستمر لتخفيف ضائقة المريض مع الحفاظ على الوظيفة التفاعلية.

## الأدوية المهدئة

### عوامل التهدئة
البنزوديازيبينات: فئة من الأدوية تستهدف الجهاز العصبي المركزي لمعالجة مجموعة متنوعة من الحالات الطبية، مثل النوبات والقلق والاكتئاب. نظرًا لأن البنزوديازيبينات تثبط نشاط الأعصاب في الدماغ، فهي تخلق أيضًا تأثيرًا مهدئًا يستخدم في العديد من الإجراءات والأغراض الطبية. من بين أدوية البنزوديازيبينات، يعد الميدازولام (فيرسيد) أكثر الأدوية استخدامًا للتهدئة الملطفة لسرعة بدء تأثيره وقصر مفعوله. الهدف الرئيسي من استخدام الميدازولام في التهدئة الملطفة هو السيطرة على الهذيان وتخفيف صعوبات التنفس لتخفيف الضائقة ومنع تفاقم هذه الأعراض.
الأفيونات: المواد الأفيونية -التي تخفف الألم في المقام الأول عن طريق تعديل نشاط المستقبلات في الجهاز العصبي المركزي- عادةً ما تحرض التهدئة أو الخمول. رغم ذلك، تستخدم عادةً لأغراض التسكين وليس التهدئة.
رغم أن المواد الأفيونية تؤمن الراحة للمرضى، إلا أنها ترتبط بخطر الاعتماد الدوائي -وبدرجة أقل- اضطراب تعاطي المخدرات والتحويل الدوائي. لذلك، توصي إرشادات الممارسة السريرية للرعاية التلطيفية عالية الجودة الصادرة عن مشروع الوفاق الوطني بإجراء تقييم شامل للأعراض قبل بدء العلاج الدوائي؛ والمراقبة المستمرة لتقييم الفعالية وظهور أي آثار ضائرة؛ بالإضافة إلى تثقيف المريض وأسرته.